# Massamoord op eiland Lamey
De massamoord op het eiland Lamey was onderdeel van een vergeldingsactie in 1636 van de Vereenigde Oostindische Compagnie op het eiland Lamey, het huidige Xiaoliuqiu. Het eiland ligt op zes kilometer afstand van de kust van de zuidwestelijke punt van Formosa, het huidige Taiwan. De actie werd ondernomen als vergelding voor het feit dat bewoners van Lamey in 1622 opvarenden van het VOC-schip Gouden Leeuw zouden hebben vermoord. 
Een eerdere actie in 1633 was in termen van vergelding mislukt. Er werd bij deze laatste actie wel materiaal op het eiland gevonden waaruit geconcludeerd werd dat de bewoners ook opvarenden van het sinds 1631 vermiste VOC-jacht Beverwijk  hadden vermoord. Tijdens en na de actie van 1636 werden de overlevende bewoners van het eiland gedeporteerd. De laatste actie vond in 1645 plaats toen de laatste 15 bewoners werden gedeporteerd. 

## Achtergrond

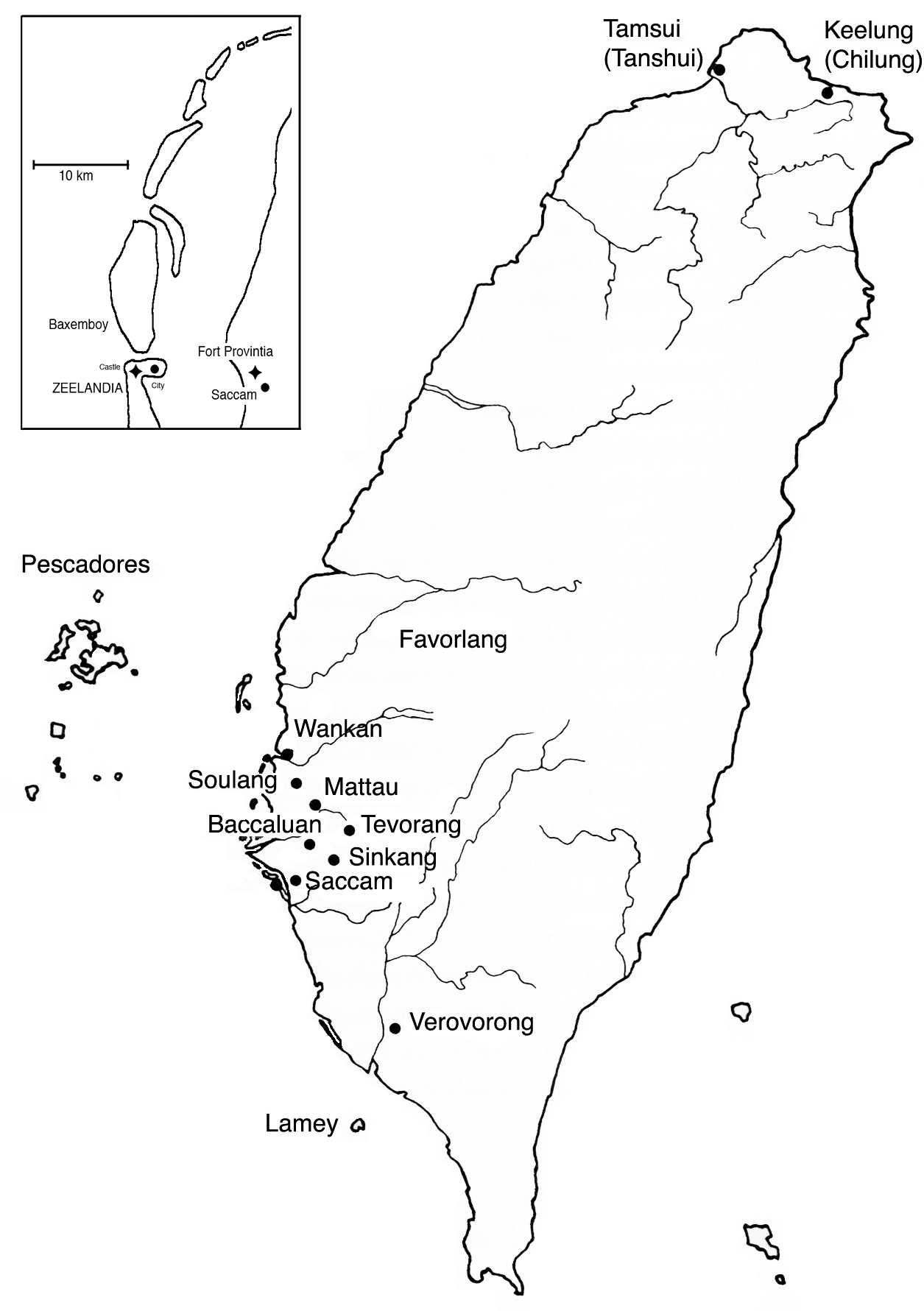
Het eiland Lamey in het het zuidwesten

Het eiland Lamey is nog geen 7 km². Het is voor een groot deel omringd door  koraalriffen en in de beboste heuvels zijn een  aantal moeilijk vindbare grotten. In oktober 1622 ging het VOC -schip Gouden Leeuw  voor de kust van het eiland voor anker. Een aantal leden van de bemanning gingen aan wal om vers water te halen. Door een plotseling opstekende hevige storm werd het schip gedwongen zo snel te vertrekken dat het niet mogelijk was om een zoektocht naar de mannen op het eiland te organiseren. Enige tijd later kwamen berichten dat de achtergebleven mannen gedood en opgegeten waren door de inheemse bevolking. Hierna kreeg in VOC-kringen het eiland de naam het Gouden Leeuw-eiland.   
De bewoners van Lamey hadden ook bij andere etnische groepen in het zuiden van Formosa en bij Chinese schippers die in dat deel van Formosa handelden een slechte reputatie. Dat gold met name voor de bewoners van de regio Pangsoya dat tegenover Lamey op Formosa lag. De oorzaak was het feit dat de bewoners van Lamey zich – vaak ook met geweld – verzetten tegen iedereen die hun eiland wenste te betreden. Handelswaar moest op het strand gezet worden waarna de handelaren zich in de sloepen moesten terugtrekken. De bewoners van Lamey brachten dan een tegenwaarde aan kokosnoten op het strand. Als de hoeveelheid voldoende werd geacht, dienden beide partijen beurtelings hun deel halen. Het is onduidelijk of dit beeld van de bewoners als oorlogszuchtige kannibalen juist was.  Het is mogelijk dat de houding van de bewoners van Lamey ingegeven werd door vrees voor groepen koppensnellers vanuit het zuiden van Formosa. De VOC realiseerde zich dat er voor een succesvolle vergeldingsactie ondersteuning noodzakelijk was van inheemse hulptroepen. In de jaren na het voorval met de  Gouden Leeuw begon de VOC op het eiland de reeds bestaande beeldvorming over Lamey bij andere inheemse groepen te manipuleren en te versterken. 
In 1633 gaf de gouverneur-generaal van de VOC, Hendrik Brouwer, bevel aan Hans Putmans, de gouverneur op Nederlands-Formosa, tot een vergeldingsactie.  
 Vergelding van  deze vuige moord is urgent ....met het oog op de positie van de compagnie, het respect wat onze natie verdient en het uitdragen van het christelijk geloof. Wij hebben daarom besloten dit eiland te verwoesten en te ontvolken (‘ruineren en depeupleren’) als een voorbeeld voor anderen
In november van dat jaar landde de commandant Claes Bruyn met een troepenmacht van van 300 Europeanen, een aantal strijders uit dorpen van het volk van de Siraya’s die de Nederlandse autoriteit al hadden moeten erkennen alsmede enkele Chinezen op het eiland. Een groot deel van de bewoners van het eiland verborg zich in de grotten. De Nederlanders slachtten een kudde varkens en brandden een dorp plat. Feitelijk had deze expeditie dus niets opgeleverd. In zijn rapport beschreef Bruyn ook de grot waar de meeste vrouwen en kinderen zich verborgen hadden.  Bij de actie was ook wat materiaal gevonden van schepen die op de koraalriffen schipbreuk hadden geleden alsmede kleding die duidelijk van Nederlandse afkomst was. Dat leidde tot de conclusie dat dit afkomstig moest zijn van het sinds 1631 vermiste VOC-jacht Beverwijk  met ongeveer 50 opvarenden en ook deze opvarenden door de bewoners van Lamey vermoord waren. De gevoelde urgentie voor een nieuwe en nu wel succesvolle vergeldingsactie werd hierdoor alleen maar groter. 

## De massamoord
In april 1636 landde een tweede expeditiemacht op het eiland onder leiding van Johan van Linga. Naast Siraya’s waren nu ook hulptroepen uit Pangsoya aanwezig. Putmans had van Linga de instructie gegeven bewoners die zich in de grotten hadden teruggetrokken uit te roken. Inheemse troepen vonden de grot waarheen veel bewoners hadden gevlucht. De ingang werd omringd door een hek en de bewoners in de grot  afgesloten van water en voedsel. Met pek en zwavel werd vervolgens getracht de mensen in de grot uit te roken. Een aantal bewoners van het eiland buiten de grot gaf zich de volgende dagen over. In totaal werden 323 mensen gevangen genomen en afgevoerd naar de Nederlandse vestiging nabij  Fort Zeelandia.
De Nederlanders hadden de groep in de grot aangeboden dat als zij de grot zouden verlaten zij niet gedood zouden worden en de troepenmacht binnen drie dagen het eiland zou verlaten. Hierop boden de bewoners van het eiland goud en zilver aan als de vuren van spek en zwavel gedoofd zouden worden. De Nederlanders namen dit aanbod niet serieus, omdat zij niet geloofden dat op het eiland goud en zilver aanwezig was. Later bleek dat er van gestrande schepen toch enig zilver en goud op het eiland was. Op de achtste dag na de afsluiting van de grot werden geen geluiden daarin meer gehoord. Door de stank konden de Nederlandse soldaten geen exacte telling van het aantal overledenen maken. Het aantal moet echter tussen de 250 en 300 zijn geweest.  De autoriteiten op Fort Zeelandia trachtten enige tijd later de massamoord te rationaliseren. 
 Wij begrijpen dat het een betreurenswaardig gezicht was om getuige te zijn van de ellende van deze mensen, omdat zij wegens hun koppige karakter geweigerd hadden zich over te geven. Het lijkt erop dat de Almachtige het heeft behaagd om deze affaire zo af te handelen dat zij berecht konden worden omdat zij onze mensen en anderen dood hadden geslagen. De misdaden die zij hebben begaan druisen in tegen het natuurlijke en redelijke karakter van de mensheid en zo hebben zij zich tot vijanden van iedereen gemaakt.

## Deportaties
Achtergebleven soldaten van de VOC wisten in 1636 nog meer bewoners van Lamey te deporteren. Eind 1636 was het totaal gedeporteerde bewoners ongeveer 500. Enkele tientallen weeskinderen werden ondergebracht bij gezinnen in de vestiging nabij Fort Zeelandia. Het grootste deel werd ondergebracht in het dorp Sinkan, het eerste dorp op Formosa dat zich aan de autoriteit van de VOC had onderworpen en waar de eerste zendeling op het eiland, Georgius Candidius, had gewerkt. Hier vandaan werden in 1636 191 mensen uit Lamey naar Batavia getransporteerd. In 1637 waren de meeste van hen als gevolg van de andere klimatologische omstandigheden overleden. 
In de jaren daarna vonden nog meerdere zoektochten naar resterende bewoners op het eiland plaats die dan gedeporteerd werden. Een expeditie in 1643 nam 43 bewoners gevangen. Er waren inmiddels al enige tijd stemmen op Formosa die een eind aan de deportaties wensten. Antonio van Diemen, de gouverneur- generaal van de VOC nam echter een ander besluit. 
 Wij zijn van mening dat de compagnie geen enkel voordeel zal hebben als deze ongeveer 40 bewoners op Lamey blijven. Integendeel; over enige tijd als zij zich weer voortgeplant hebben, kunnen nieuwe moeilijkheden verwacht worden. Zij dienen daarom onder een vriendelijk voorwendsel of als dat niet mogelijk is met geweld geëvacueerd te worden en naar Batavia te worden gezonden. 
 De laatste expeditie naar het eiland vond in 1645 plaats. De laatste 15 bewoners werden toen gedeporteerd. 
Het eiland Lamey zelf was vanaf 1636 verhuurd aan enkele Chinezen voor de teelt van kokosnoten. Met de opbrengst werd enige zorg voor de oudste gedeporteerden in Sinkan gefinancierd. In 1647 moest een nieuwe overeenkomst gesloten worden. Hierin werd vastgelegd dat ook andere activiteiten zoals de productie van rum op het eiland mogelijk werd. Dit besluit werd teruggedraaid door de gouverneur-generaal Cornelis van der Lijn. Hij gaf de gouverneur van Formosa, Pieter Anthonisz. Overtwater, de opdracht de overeenkomst te herzien en vast te leggen dat het enige product van het eiland tot kokosnoten beperkt zou blijven. Zijn besluit werd ingegeven door de notie dat Lamey een blijvend voorbeeld zou moeten zijn voor de gehele inheemse bevolking van Formosa. 
Nadat de opvolger van Candidius, Robertus Junius, naar Nederland was teruggekeerd bracht hij de deportaties ter sprake bij de Heren XVII van de VOC. Dat leidde tot een eindrapport van Cornelis van der Lijn. Hij schatte dat Lamey voor de vergeldingsacties een inwoneraantal van bijna 1200 mensen had. Daarvan waren er tijdens de actie van 1636 405 gestorven door het uitroken van de grot en tijdens gevechten. Haast 700 mensen waren gedeporteerd en terechtgekomen in het dorp Sinkan, de vestiging nabij Fort Zeelandia en in Batavia. 
Een aantal  voormalige bewoners van Lamey werkten in de huishoudens van Nederlanders op Formosa en in Batavia. Die volgden de verhuizingen van die huishoudens. Een inwoner van Lamey kwam bijvoorbeeld terecht op het Japanse eilandje Dejima. Een man met de naam Jacob Lamey van Taywan trouwde in 1656 in Alkmaar en in 1667 in Amsterdam met een Nederlandse vrouw. In 1668 werd hij geregistreerd als burger van Amsterdam. 